# Mangin Károly
Mangin Károly (Kalocsa, 1794. november 23. – Székesfehérvár, 1839. január 23.) ciszterci rendi szerzetes, pap és tanár.

## Élete
1816. szeptember 3-án lépett a rendbe. 1818. január 5-én pappá szentelték. 1817-18-ban gimnáziumi tanár Székesfejérvárott, 1818-19-ben Pécsett, 1819-1820-ban a növendékek tanára Zircen, 1822-1823-ban Pécsett, 1823-24-ben apáti titkár, 1826-tól 1831-ig gimnáziumi igazgató és házfőnök Pécsett, 1831-tól 1833-ig könyvtárőr, apáti titkár Zircen és egyúttal 1832-1833-ban ugyanott lelkész, 1833-tól 1835-ig tanár a pécsi püspöki líceumban, 1835-től 1838-ig olaszfalusi lelkész, 1838-tól nagyteveli lelkész.

## Munkái
- FranCIsCo AVgVsto ple LItant tenerI MVsae soDaLes in gymnasIo Quinque Ecclesiensi. Quinque-Ecclesiis. (1819. Költemény.)
- Ode honoribus rev. ac magn. dni Georgii Fejér praepositi infulati B. M. V. de Novo Monte Pestiensi ... superioris regii per districtum literarium Jaurinensem scholarum et studiorum directoris dum VIII. Calendas Maii diem nominis sui recoleret obalata a gymnasio Quinque Ecclesiensi. Uo. 1819.
- AntIstItI Iosepho VVrVM SaCer OrDo CIsterCiensIs. Agriae, 1822. (Költemény).
- Isitirion ill. ac rev. dno Antonio Makay de eadem et Gelej miseratione divina neo-episcopo Weszprimiensi ... dum sedam suam VIII. Kalendas Aprilis adiret oblatum a vonventu s. ordinis Cisterciensium de Zircz. Weszprimii, 1824. (Költemény).
- Honoribus ill. ac rev. dni Josepho Kopácsy, miseratione divina ne episcopi Vesprimiensis ... Dum iter ad regni comitia ingressus Zirczium diverteret oblatum a conventu Zirczensi s. ordinis Cisterciensis. 1825. Uo. (Költemény)
- Neo-abbatI sVo FerDInanDo VILLaX s. orDo CISterDIensIs ..., 12-mam Kalendas Junii. Uo. 1826. (Költemény).
- Excellentissimo ill. ac rev. dno libero baroni Ignatio Szepesy de Négyes miseratione divina neo-episcopo Quinque-Ecclesiensi ... dum sedem suam adireg administri rei litterariae in regio gymnasio Quinque-Ecclesiensi s. ac ex. ordinis Cisterciensium. Anno 1828. Quinque-Ecclesiis, 1828. (Költemény).
- Honoribus ill. ac rev. dni Joannis Horváth, miseratione divina neo-nominati episcopi Alba-Regalensis, dum sedem suam adiret 6-to Idus Januarii 1832 conventus Zirczensis, Sacri ac exemti ordinis Cisterciensis. Veszprimii.
- Notitia ordinum equestrium qui nunc florent. In usum statisticae amicorum ac imprimis juventutis litterariae oblectamentum edita. Pestini, 1837.

Levele Horvát Istvánhoz: Zirc 1837. márc. 1. (a Magyar Nemzeti Múzeum kézirati osztályában.)